# Uruguay ai Giochi della XXXII Olimpiade
L'Uruguay ha partecipato ai Giochi della XXXII Olimpiade, che si sono svolti a Tokyo, Giappone, dal 23 luglio all'8 agosto 2021 (inizialmente previsti dal 24 luglio al 9 agosto 2020 ma posticipati per la pandemia di COVID-19) con undici atleti, sei uomini e cinque donne.
Si è trattato della ventiduesima partecipazione di questo paese ai Giochi estivi.

## Delegazione
| Sport            | Uomini | Donne | Totale |
| ---------------- | ------ | ----- | ------ |
| Atletica leggera | 1      | 2     | 3      |
| Canottaggio      | 2      | 0     | 2      |
| Judo             | 1      | 0     | 1      |
| Nuoto            | 1      | 1     | 2      |
| Vela             | 1      | 2     | 3      |
| Totale           | 6      | 5     | 11     |

## Atletica leggera
| Q | Qualificato al turno successivo per la posizione in qualificazione                                                           |
| q | Qualificato per il turno successivo per ripescaggio o, negli eventi su campo, conquistando la misura minima per qualificarsi |

Maschile
Eventi su campo
| Atleta        | Evento         | Qualifica | Qualifica | Finale          | Finale          |
| Atleta        | Evento         | Misura    | Posizione | Misura          | Posizione       |
| ------------- | -------------- | --------- | --------- | --------------- | --------------- |
| Emiliano Lasa | Salto in lungo | 7.95      | 13°       | non qualificato | non qualificato |

Femminile
Eventi su pista e strada
| Atleta              | Evento       | Batteria  | Batteria  | Semifinale      | Semifinale      | Finale          | Finale          |
| Atleta              | Evento       | Risultato | Posizione | Risultato       | Posizione       | Risultato       | Posizione       |
| ------------------- | ------------ | --------- | --------- | --------------- | --------------- | --------------- | --------------- |
| Déborah Rodríguez   | 800 m piani  | 2:00.90   | 2ª Q      | 2:01.76         | 7ª              | non qualificata | non qualificata |
| María Pía Fernández | 1500 m piani | 4:59.56   | 15ª       | non qualificata | non qualificata | non qualificata | non qualificata |

## Canottaggio
| FA   | Qualificato in finale A (per le medaglie)     |
| FB   | Qualificato in finale B (non per le medaglie) |
| FC   | Qualificato in finale C (non per le medaglie) |
| FD   | Qualificato in finale D (non per le medaglie) |
| FE   | Qualificato in finale E (non per le medaglie) |
| FF   | Qualificato in finale F (non per le medaglie) |
| SA/B | Semifinali A/B                                |
| SC/D | Semifinali C/D                                |
| SE/F | Semifinali E/F                                |
| QF   | Qualificato ai quarti di finale               |
| R    | Ripescaggio                                   |

| Atleta                      | Evento                   | Batteria | Batteria  | Ripescaggio | Ripescaggio | Semifinali | Semifinali | Finale  | Finale    |
| Atleta                      | Evento                   | Tempo    | Posizione | Tempo       | Posizione   | Tempo      | Posizione  | Tempo   | Posizione |
| --------------------------- | ------------------------ | -------- | --------- | ----------- | ----------- | ---------- | ---------- | ------- | --------- |
| Bruno Cetraro Felipe Klüver | 2 di coppia pesi leggeri | 6:42.85  | 6° R      | 6:36.87     | 3° SA/B     | 6:11.48    | 2° FA      | 6:24.21 | 6°        |

## Judo
Maschile
| Atleta                  | Evento   | 16-esimi             | Ottavi                     | Quarti               | Semifinali           | Ripescaggio          | Med. bronzo          | Finale               | Posizione       |
| Atleta                  | Evento   | Avversario Risultato | Avversario Risultato       | Avversario Risultato | Avversario Risultato | Avversario Risultato | Avversario Risultato | Avversario Risultato | Posizione       |
| ----------------------- | -------- | -------------------- | -------------------------- | -------------------- | -------------------- | -------------------- | -------------------- | -------------------- | --------------- |
| Alain Mikael Aprahamian | -81 kg M | Bye                  | R. Pacek (SWE) P (000-100) | non qualificato      | non qualificato      | non qualificato      | non qualificato      | non qualificato      | non qualificato |

## Nuoto
| Atleta                 | Gara                       | Batterie | Batterie | Semifinali      | Semifinali      | Finale          | Finale          |
| Atleta                 | Gara                       | Tempo    | Pos.     | Tempo           | Pos.            | Tempo           | Pos.            |
| ---------------------- | -------------------------- | -------- | -------- | --------------- | --------------- | --------------- | --------------- |
| Enzo Martínez          | 50 m stile libero maschili | 22"52    | 35°      | non qualificato | non qualificato | non qualificato | non qualificato |
| Batbayaryn Enkhkhüslen | 200 metri misti femminili  | 2'18"93  | 27ª      | non qualificata | non qualificata | non qualificata | non qualificata |

## Vela
M è la Medal race, si qualificano solo i primi 10 dopo le 10 regate nel caso del Laser radial e dopo le prime 12 regate nel caso del Nacra 17.
| Atleta                                               | Evento                 | Regata | Regata | Regata | Regata | Regata | Regata | Regata | Regata | Regata | Regata | Regata | Regata | Regata | Punteggio Totale | Punteggio Netto | Classifica |
| Atleta                                               | Evento                 | 1      | 2      | 3      | 4      | 5      | 6      | 7      | 8      | 9      | 10     | 11     | 12     | M      | Punteggio Totale | Punteggio Netto | Classifica |
| ---------------------------------------------------- | ---------------------- | ------ | ------ | ------ | ------ | ------ | ------ | ------ | ------ | ------ | ------ | ------ | ------ | ------ | ---------------- | --------------- | ---------- |
| Dolores Moreira Fraschini                            | Laser Radial femminile | 23     | 11     | 17     | 31     | 33     | 23     | 24     | 22     | 10     | 12     | N.D.   | N.D.   | -      | 206              | 173             | 22°        |
| Pablo Defazio Abella / Dominique Knuppel Artagavetya | Nacra 17               | 21 DSQ | 15     | 17     | 17     | 17     | 17     | 11     | 18     | 15     | 16     | 17     | 19     | -      | 200              | 179             | 18°        |